# Il Conciliatore

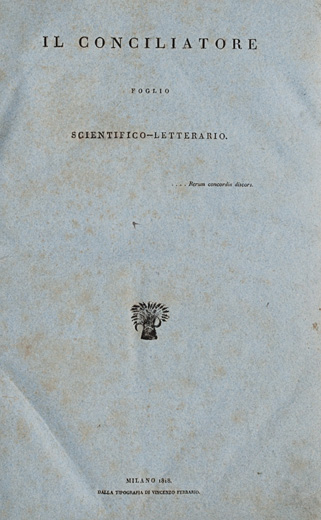
Première page d'un numéro du journal Il Conciliatore, 1818.

Il Conciliatore était un journal bi-hebdomadaire publié à Milan à partir du 3 septembre 1818 durant 188 numéros. Après le 17 octobre 1819, il a été supprimé par la censure autrichienne.

## Les fondateurs
Les mécènes de ce projet sont Luigi Porro Lambertenghi et Federico Confalonieri qui étaient de riches propriétaires fonciers. Ils confièrent la publication à l'éditeur Vincenzo Ferrario. Ils invitèrent des intellectuels à leurs côtés comme Silvio Pellico, Giovanni Berchet, Adeodato Ressi et Ludovico di Breme.

## Le programme éditorial
Le choix de ce titre doit être compris comme la volonté d'assumer des positions non radicales ni en politique, ni en littérature, mais en réalité l'orientation se précisa rapidement dans un sens romantique et progressiste anti-autrichien. Le programme du journal prévoyait une pluridisciplinarité des articles abordés, ouvert également à des disciplines utiles comme l'économie, la technique, le droit. Il est possible toutefois de reconnaître un fil conducteur avec un autre grand journal milanais plus vieux de quelques décennies, Il Caffè.

## L'importance pour la culture italienne
Durant ces deux années, certains des meilleurs penseurs de la première restauration contribuent à la rédaction du journal. Ainsi on peut lire des articles de Borsieri, Giuseppe Pecchio, Gian Domenico Romagnosi, Melchiore Gioia. En novembre/décembre 1818, Ermes Visconti signait six articles fondamentaux qui seront ensuite recueillis dans un seul volume ayant comme titre Idee elementari sulla poesia romantica (Idées élémentaires sur la poésie romantique).
Alessandro Manzoni n'était pas très loin du groupe même s'il n'en faisait pas partie de manière active.

## La réaction autrichienne
Pour des raisons politiques, le journal eut une vie brève : la censure autrichienne commença à exercer des pressions toujours plus insistantes sur Pellico, jusqu'à ce que, le 26 octobre 1819, il fut convoqué au commissariat de police où le comte Villata lui imposa de ne plus envoyer des articles de nature politique à la censure sous peine d'être expulsé du Royaume. Les amis et collaborateurs du journal décidèrent ainsi, comme acte de solidarité et d'extrême protestation, de supprimer le journal.